# Yan Sen
Yan Sen, född 16 augusti 1975 i Jiangsu, Kina, är en kinesisk idrottare som tog OS-guld bordtennis i herrdubbel 2000 i Sydney tillsammans med Wang Liqin. Paret vann året därpå, 2001, tillsammans herrdubbeln vid bordtennis-VM.